# Częstochowa 1982–1985
Częstochowa 1982-1985 – album zespołu T.Love Alternative będący składanką utworów z pierwszych trzech lat działalności zespołu.
Utwory 1-9 oraz 14 i 15 nie znalazły się na pierwszych dwóch płytach T.Love Alternative.

## Lista utworów
1. „Oświęcim, Majdanek” – 6:25
2. „Tropical Sands” – 4:12
3. „Narada w ONZ” – 1:57
4. „Liczby” – 4:31
5. „Summer 82” – 3:23
6. „Wild Dreams” – 3:02
7. „Dzieci-śmieci” – 2:31
8. „Cabaret” – 5:37
9. „IV L.O. 83” – 4:47
10. „Gorączka” – 4:02
11. „Radio papka” – 1:57
12. „Imperium” – 1:59
13. „Kołysanka” – 4:41
14. „Mamo kup mi broń” – 2:24 (tylko CD)
15. „Gumka babalumka” – 3:18 (tylko CD)
16. „Garaż 84” – 3:20 (tylko CD)

## Muzycy[2]
- Muniek Staszczyk – śpiew
- Janusz Knorowski – gitara
- Andrzej Zeńczewski – gitara
- Jacek Śliwczyński – gitara basowa
- Jacek Wudecki – perkusja
- Darek Zając – instrumenty klawiszowe
- Piotr Malak – saksofon
- Tom Pierzchalski – saksofon